# عصر با آزویان
عصر با آزویان (ارمنی: Երեկոյան Ազոյան Ազոյան Yerekoyan Azoyan; انگلیسی: Evening Azoyan) یک برنامه تلویزیونی شوی گفتگو آخر شب ارمنستانی ۳۹–۴۲ دقیقه‌ای محصول سال ۲۰۱۸ کشور ارمنستان  که توسط هنرمندان ارمنستانی هوهانس آزویان و مهر مکرتچیان اجرا می‌شد. این برنامه به کارگردانی لوون بارتیکیان و آرمان سارگسیان  می‌باشد. این مجموعه از روز ۲۶ مارس ۲۰۱۸ از آرمنیا تی‌وی
 شروع به نمایش درآمد. این مجموعه شنبه‌ها ساعت ۲۱ پخش می‌شد.
عصر با آزویان به‌طور کلی بر اساس مونولوگ‌های طنز دربارهٔ اخبار روز، مصاحبه‌هایی با مهمانان، طرح‌های کمدی و اجرای موسیقی تولید شد. در این برنامه مهمانان ویژه بازی‌های طنز و مسابقاتی شرکت می‌کنند که با شجاعت آنها متفاوت است. از مهمانان سرشناس این برنامه می‌توان به ایوتا موکوچیان، آرامه، لوون هاروتونیان، گریشا آقاخانیان، آشوت قازاریان، واچه توماسیان، آنا گریگوریان اشاره کرد.

## یادداشت
1. ↑  Vazgen Ghazaryan
2. ↑  PanArmenian
3. ↑  Mher Khachtryan
4. ↑  Levon Bartikyan
5. ↑  Arman Sargsyan